# Saint-Avit-de-Tardes
 Saint-Avit-de-Tardes  là một xã thuộc tỉnh Creuse trong vùng Nouvelle-Aquitaine miền trung nước Pháp. Xã này nằm ở khu vực có độ cao trung bình 540 mét trên mực nước biển.
Thị trấn nằm ở tả ngạn sông Tardes, sông chảy theo hướng tây qua phía nam thị trấn, sau đó chảy theo hướng bắc qua phía tây thị trấn.